# Charles Wesley Turnbull
Pour les articles homonymes, voir Turnbull.
Charles Wesley Turnbull (né le 5 février 1935 à Saint-Thomas et mort le 3 juillet 2022) est un homme politique américain. Il est gouverneur des Îles Vierges des États-Unis de 1999 au 1er janvier 2007.

## Biographie
Charles Turnbull obtient un diplôme de l'université de Hampton et un doctorat de l'université du Minnesota. Il travaille comme professeur à l'université des îles Vierges, comme directeur d'un lycée et commissaire du Département de l'éducation territorial.
Proche du Parti démocrate, il est élu gouverneur des îles Vierges en novembre 1998 et réélu en novembre 2002.